# Kaing Guek Eav
Kaing Guek Eav (khmer nyelven: កាំង ហ្គេកអ៊ាវ) vagy eredeti kínai olvasatban Csiang Jü-jüe (江玉耀; Kampong Thom tartomány, 1942. november 17. – Phnompen, 2020. szeptember 2.) kambodzsai vörös khmer belbiztonsági vezető, a hírhedt S-21, ismertebb nevén Tuol Szleng börtön egykori parancsnoka. Mozgalmi neve Duch (helyenként találkozni a Deuch átírással is) elvtárs volt. Ő volt az első a Pol Pot rémuralmáért felelős vezetők közül, akit bíróság elítélt. Életfogytiglani börtönbüntetése alatt érte a halál.

## Pályafutása
Kaing Guek Eav Kampong Thom tartományban született. Phnompenben elvégezte az egyetemet, majd 1965-től matematikatanárként dolgozott egy vidéki iskolában. A kambodzsai kommunista pártba az egyetemen megismert kínai cserediákok hatására lépett be 1967-ben. Ugyanebben az évben részt vett egy utcai incidensben, amikor a tüntetők felgyújtottak egy buszt egy Kampong Thom tartománybeli rendőrőrs előtt. Mozgalmi neve Duch elvtárs volt.
Baloldali rokonszenve miatt 1968-ban letartóztatták, majd tárgyalás nélkül fogva tartották. Norodom Szihanuk 1970-es trónfosztása után szabadon engedték. Kaing Guek Eav csatlakozott a vörös khmerek gerillahadseregéhez.
Kinevezték a Szantebal belbiztonsági szolgálat helyettes vezetőjének, később, 1976 májusában irányítójának. Számos börtön tartozott igazgatása alá, ezek közül a leghírhedtebb a fővárosban működő S-21 volt. A hivatalos adatok szerint a Tuol Szleng néven ismert intézményben 1975 és 1979 között több mint 12 ezer embert vallattak, közülük csak néhányan maradtak életben. Történészek a bebörtönzöttek és meggyilkoltak számát 14-16 ezerre teszik. Francois Bizot francia professzor, aki 1971-ben az M-13-as táborban egy ideig Kaing Guek Eav foglya volt, visszaemlékezésében azt írta, hogy a parancsnok legkevesebb 12 380 halálos ítéletet írt alá.
A Kambodzsát megszálló vietnámi csapatok elől utolsóként hagyta el a fővárost a magas rangú vörös khmer vezetők közül, és az ország nyugati határterületére, a Kardamon-hegységbe menekült, majd 1979 májusában átjutott Thaiföldre. Később Kínában telepedett le; Pekingben a kínai nemzetközi rádiónál dolgozott. 1991-ben visszatért Kambodzsába, és ismét tanítani kezdett. Miután 1995-ben felesége egy rablásban meghalt, megkeresztelkedett. A Hang Pin néven élő Kaing Guek Eav Cristopher LaPel tiszteletes igehirdetésére járt. A pap a Times című lapnak azt mondta: a férfi arról beszélt neki, hogy sok rossz dolgot tett életében.
1999 tavaszán a Hongkongban megjelenő Far Estern Economic Rewiew újságírói rábukkantak az akkor 56 éves férfira, aki egy kilétéről nem tudó nemzetközi segélyszervezetnek dolgozott Nyugat-Kambodzsában. Kaing Guek Eav nyilatkozott a lap két munkatársának, Nic Dunlop fotósnak és Nate Tahayer riporternek. Az egykori vörös khmer vezetőt a kambodzsai katonai hatóságok ugyanebben az évben őrizetbe vették.

## Pere
A volt börtönparancsnokot 1999-től egy katonai börtönben tartották fogva vádemelés nélkül. Kaing Guek Eavot 2007 júliusában átadták a kambodzsai népirtást vizsgáló nemzetközi törvényszéknek. Hivatalosan 2008 augusztusában vádolták meg emberiesség elleni bűnökkel, népirtással, kínzással, önkényes letartóztatással. Pere 2009. február 17-én, eljárásjogi kérdésekkel kezdődött meg.
A nyolc hónapig tartó per során a férfi elismerte, hogy ő irányította a Tuol Szleng börtönt, és felelősséget vállalt az ott történtekért. 2009 őszén, az egyik tárgyaláson bűnbánatot tanúsított, és bocsánatot kért az áldozatoktól és hozzátartozóiktól. Arról is beszélt, hogy olyan „bűnszövetkezetet” szolgált, amely a saját népét pusztította, de nem tudta kivonni magát, mert félt, hogy megölik, ha nem teljesíti a parancsot. Mindazonáltal az ítélethirdetés előtti napon felmentését kérte, arra hivatkozva, hogy nem tartozott az agrárkommunista állam felső vezetésébe és csak parancsot hajtott végre, illetve a per során együttműködött a hatóságokkal.
Kaing Guek Eav bűnösségét tárgyi bizonyítékok is alátámasztják: több, kivégzéseket elrendelő dokumentumon megtalálták a nevét, köztük egy olyan parancson, amely 17 gyermek meggyilkolására ad utasítást. A gyerekek szüleit kémkedéssel vádolták.
Az ügyészek 40 év börtönbüntetést kértek. 2010. július 26-án a törvényszék 35 év börtönre ítélte. A volt börtönparancsnoknak nem kellett volna ennyi ideig börtönben maradnia, mert büntetéséből levonták volna azt az időszakot, amelyet korábban rács mögött töltött. Ez volt az első olyan bírósági ítélet, amely a hetvenes évek második felében elkövetett népirtás egyik vezetőjét felelősségre vonta. Másodfokon a törvényszék életfogytiglani börtönbüntetésre ítélte a volt börtönparancsnokot 2012. február 3-án Phnompenben.
Kaing Guek Eavot a per során visszavitték bűncselekményei helyszínére. Beszámolók szerint a volt parancsnok összetört, és sírva kért bocsánatot tetteiért. „Bocsánatot kérek! Tisztában vagyok azzal, hogy nem tudtok megbocsátani, de azt kérem, hagyjátok meg a reményt, hogy ez megtörténhet!”.